# Beija-flor-de-cabeça-turquesa
Beija-flor-de-cabeça-turquesa (Aethopyga nipalensis) é uma espécie de ave da família Nectariniidae. Pode ser encontrada nos seguintes países: Butão, China, Índia, Laos, Mianmar, Nepal, Tailândia e Vietname. Os seus habitats naturais são: florestas temperadas e regiões subtropicais ou tropicais húmidas de alta altitude.